# Teletechnika
Teletechnika – dziedzina techniki, zajmująca się praktycznym zastosowaniem telekomunikacji – dotyczy zagadnień związanych z produkcją, projektowaniem, wykonawstwem i utrzymaniem sieci, urządzeń i systemów teletechnicznych (telekomunikacyjnych).

## Specjalności teletechniczne
- telefonia
- teledacja (inaczej transmisja danych, teleinformatyka, sieci komputerowe)
- sygnalizacja (alarmowa, p. poż., informacyjna)
- kontrola dostępu
- telewizja (rozsiewcza, dozorowa (CCTV), kablowa)
- radiofonia
- telemechanika
- telemetria (także telemedycyna, teleopieka)
- telematyka
- inne

## Infrastruktura teletechniczna
Sposób przesyłania (transmisji) sygnałów telekomunikacyjnych (drogą kablową lub radiową) zależy od możliwości technicznych i standardów przyjętych przez konkretnego operatora telekomunikacyjnego, nadawcy audycji radiowo-telewizyjnych lub operatora systemów monitorujących. W uproszczeniu, najczęściej stosowane są następujące elementy podstawowej infrastruktury teletechnicznej:
- kanalizacja teletechniczna (podziemna) – budowana z rur kablowych: pierwotnych (najczęściej o średnicy 110 mm), wtórnych (40, 32 mm) i mikrokanalizacji (o małych średnicach), służących do wciągania lub wdmuchiwania kabli miedzianych i światłowodowych oraz studni i zasobników kablowych, służących do umieszczania złączy i zapasów kablowych oraz wykonywania odgałęzień i zachowania maksymalnych odcinków zaciągowych,
- słupy kablowe – do umieszczania ciągów kablowych napowietrznych,
- maszty antenowe – służące do instalacji anten odbiorczych i nadawczych,
- szafy, szafki, słupki kablowe – służące do umieszczenia łączówek i głowic zakończeniowych,
- pomieszczenia, kontenery, szafy sprzętowe – służące do umieszczenia obsługujących urządzeń elektronicznych (wraz z wymaganym przyłączem energetycznym),
- koryta, listwy i szachty kablowe – dla rozprowadzenia okablowania wewnętrznego,
- inne konstrukcje teletechniczne

Podstawowa infrastruktura teletechniczna powinna być projektowana i wykonywana w taki sposób, aby zachować pełne możliwości rozbudowy i przebudowy (kabli, anten, urządzeń) w okresie eksploatacyjnym.
Ze względu na przebieg trasowy, infrastrukturę teletechniczną można podzielić na następujące elementy:
- infrastruktura własna operatora,
- infrastruktura publiczna – wzdłuż dróg, chodników, terenów otwartych itd.,
- infrastruktura lokalna – na terenie osiedli, osad, wsi itp.,
- infrastruktura budynkowa – wewnątrz budynków, stanowiących części wspólne mieszkańców,
- infrastruktura abonencka – w domu, mieszkaniu, biurze użytkownika końcowego.

Aby zapewnić pełną funkcjonalność całej infrastruktury (od operatora do odbiorcy końcowego) pomiędzy poszczególnymi elementami powinny być zapewnione odpowiednie „punkty styku”, zapewniające swobodną instalację niezbędnych kabli, anten i urządzeń. Brak odpowiednich „punktów styku” oraz dobrej infrastruktury końcowej (lokalna-budynkowa-abonencka) powoduje powstanie tzw. „problemu ostatniej mili” – jednego z najpoważniejszych przeszkód w dostarczeniu nowoczesnych usług telekomunikacyjnych do odbiorcy końcowego.

## Uprawnienia i certyfikaty zawodowe
Działalność w zakresie teletechniki wiąże się z działalnościami podlegającymi (w pewnym zakresie) reglamentacji oraz unormowaniami w polskim prawie:
- budownictwo – regulacje Prawa budowlanego,
- telekomunikacja – regulacje Prawa telekomunikacyjnego,
- ochrona osób i mienia – regulacje według Ustawy o ochronie osób i mienia,
- ochrona przeciwpożarowa – regulacje według Ustawy o ochronie przeciwpożarowej

oraz szereg innych ustaw i rozporządzeń publikowanych przez ministerstwa III RP lub lokalnych uchwał i zarządzeń podejmowanych przez władze lokalne i wydzielone instytucje i przedsiębiorstwa.
W zależności od rodzaju i zakresu prowadzonej działalności wymagane są (zgodnie z polskim prawem) następujące uprawnienia i certyfikaty:
- uprawnienia budowlane w specjalności telekomunikacyjnej,
- uprawnienia budowlane w specjalności konstrukcyjno-budowlanej,
- Poświadczenie bezpieczeństwa upoważniające do dostępu do informacji niejawnych,
- licencja pracownika zabezpieczenia technicznego,
- Koncesja MSWiA w zakresie montażu elektronicznych urządzeń i systemów alarmowych, sygnalizujących zagrożenie chronionych osób i mienia, oraz eksploatacji, konserwacji i naprawach w miejscach ich zainstalowania,
- autoryzacja kwalifikacji zawodowych dla pracowników zabezpieczenia technicznego,
- certyfikat jakości usług w zakresie systemów sygnalizacji p. poż.
- kurs dla projektantów i instalatorów systemów zabezpieczających przed przestępczością i pożarem obiekty zabytkowe, muzealne, sakralne i inne gromadzące publiczne zbiory dóbr kultury,

niekiedy wymagane są także dodatkowo:
- inne uprawnienia, certyfikaty lub szkolenia zawodowe,
- autoryzacje, certyfikaty lub szkolenia produktowe

## Organizacje zawodowe
- Polska Izba Inżynierów Budownictwa – zrzesza czynnych zawodowo członków, posiadających uprawnienia budowlane we wszystkich specjalnościach budowlanych; w ramach składek członkowskich otrzymują prasę fachową, możliwość szkoleń zawodowych oraz obowiązkowe ubezpieczenie OC,
- Stowarzyszenie Teletechników Polskich XXI – organizacja pozarządowa o charakterze zawodowo-naukowo-technicznym jest dobrowolnym zrzeszeniem osób, których działalność zawodowa lub zainteresowania wiążą się z szeroko pojętą branżą teletechniczną,
- Ogólnopolskie Stowarzyszenie Inżynierów i Techników Zabezpieczeń Technicznych i Zarządzania Bezpieczeństwem „POLALARM”

## Kiedy jest potrzebne pozwolenie na budowę?
nie wymaga pozwolenia na budowę (ani też zgłoszenia organowi nadzoru budowlanego):
- budowa instalacji telekomunikacyjnych w obrębie budynków będących w użytkowaniu
- budowa telekomunikacyjnych linii kablowych
- instalowanie urządzeń (do 3 m wysokości), w tym antenowych konstrukcji wsporczych i instalacji radiokomunikacyjnych na obiektach budowlanych
- instalowanie kabli telekomunikacyjnych w kanalizacji kablowej

wymaga zgłoszenia właściwemu organowi nadzoru budowlanego:
- budowa wolno stojących kabin telefonicznych, szaf i słupków telekomunikacyjnych
- budowa kanalizacji kablowej
- budowa przyłączy telekomunikacyjnych (lub bez zgłoszenia, ale wymaga sporządzenia planu sytuacyjnego na kopii aktualnej mapy zasadniczej)
- przebudowa sieci telekomunikacyjnych
- instalowanie urządzeń o wysokości powyżej 3 m na obiektach budowlanych
- montaż obiektów radiokomunikacyjnych, w tym antenowych konstrukcji wsporczych na istniejących obiektach budowlanych

wymaga pozwolenia na budowę (przez domniemanie):
- Budowa instalacji telekomunikacyjnych w nowych budynkach
- Budowa wolnostojących masztów i wież telekomunikacyjnych

(tekst ujednolicony na podstawie art. 29-30 Prawa Budowlanego)